# Buceljevo
Buceljevo (cyr. Буцељево) – wieś w Serbii, w okręgu pczyńskim, w gminie Bosilegrad. W 2011 roku liczyła 14 mieszkańców.